# 長谷寺温泉
長谷寺温泉（はせでらおんせん）は、奈良県桜井市（旧国大和国）にある温泉。

## 泉質
- ナトリウム-炭酸水素塩泉
  - 泉温　21.2℃
- 地下600メートルから湧出している。

## 温泉街
ボタンの寺として名を馳せる長谷寺周辺に食堂や旅館、土産店が立ち並ぶ。
その中でも、温泉を引く旅館は「湯元　井谷屋」のみ。浴室は内湯（千人風呂と呼ばれる）のみ備えている。日帰り入浴可能。
宿泊者は入山券・朝勤行参拝券を無料で貰える。（ただし、公式ページや電話予約をした宿泊者に限る）

## 歴史
開湯時期は不詳。しかし、旅館の創業は1861年（万延2年）。

## アクセス
- 近畿日本鉄道近鉄大阪線・長谷寺駅より、徒歩15分。
- 京奈和自動車道橿原北ICより、車で25分。